# Сидне Гову
Сидне Родриг Нукпо Гову (фр. Sidney Rodrigue Noukpo Govou; 27. јул 1979) бивши је француски фудбалер који је играо на позицији нападача.
Прошао је омладинску школу Лиона за чији је сениорски тим касније играо и где је био и најзапаженији са скоро 300 одиграних утакмица и 49 голова у лиги. Са Лионом је освојио 7 везаних титула шампиона Прве лиге Француске.
За репрезентацију Француске одиграо је 49 утакмица и постигао 10 голова. Био је у њеном саставу на два Светска (2006. и 2010) и два Европска првенства (2004. и 2008).